# François Folie
François Jacques Philippe Folie, född 11 december 1833 i Venlo i provinsen Limburg, död 29 januari 1905 i Liège, var en belgisk astronom.
Folie utnämndes 1868 till professor i astronomi och geodesi vid universitetet i Liège och blev 1881 också direktör för det nyinrättade observatoriet där. Åren 1885-96 var han direktör för kungliga observatoriet i Uccle (utanför Bryssel).
Förutom talrika artiklar i det belgiska vetenskapssällskapets annaler författade Folie Précis de géométrie elementaire (1876), Recherches de géométrie supérieure (1878), Douze tables pour le calcul des réductions stellaires (1883), Traité des réductions stellaires  (I, 1888), samt översatte dessutom Rudolf Clausius "Die mechanische Wärmetheorie". Under sin sista tid ägnade sig Folie främst åt studier av den dagliga nutationen och med revision av astronomiska konstanter.

## Fotnoter
1. 1 2  MacTutor History of Mathematics archive, läst: 22 augusti 2017.[källa från Wikidata]
2. 1 2  Kungliga belgiska vetenskapsakademin (red.), Biographie nationale de Belgique, no value, Biographie nationale de Belgique-ID: francois-folie, läst: 9 oktober 2017.[källa från Wikidata]
3. ↑  Mathematics Genealogy Project.[källa från Wikidata]
4. ↑  läs online, www.academieroyale.be .[källa från Wikidata]